# 二人の王女
『二人の王女』（ふたりのおうじょ、原題：太平公主秘史）は、2012年の中国のテレビドラマ。全45話。『武則天 秘史』の姉妹編にあたる。

## 概要
則天武后の娘・太平公主を題材にした中国歴史ドラマ。『武則天 秘史』の姉妹編にあたり、鄭爽など多くの同じ俳優が出演している（配役が違う場合もある）。

## あらすじ
唐の第2代皇帝・太宗が崩御し、その妃・武媚娘（ぶびじょう）が出家した。だが媚娘は太宗の息子である第3代皇帝・高宗と恋仲であり、寺でひそかに逢い引きを重ねると高宗の第一子となる李弘を出産する。

## スタッフ
- 演出：李翰韜
- 脚本：趙鋭勇、周粟

## 主題歌
- 故人嘆（オープニング）[1]

作詞：趙銳勇、作曲：姚傑軍、歌：張劼倩
- 只剩相思在枝頭（エンディング）[2]

作詞：劉松年、作曲：姚傑軍、歌：周蓉

## 登場人物・出演者
声優は日本語吹き替え版。

### 主要人物
| 役名                    | 演                                         | 紹介                                     | 声優     |
| 安公主（安児） 太平公主 | アリッサ・チア 少女期：鄭爽 幼年期：林妙可 | 高宗と則天武后との間の娘。本作の主人公。 | 園崎未恵 |
| アジュナスム            | 袁弘                                       | 吐谷渾の可汗。                           | 石狩勇気 |

### 唐皇室
| 役名     | 演                  | 紹介                                               | 声優         |
| 則天武后 | 李湘 若年期：劉玥霏 | 太宗と高宗の妃。中国統一王朝唯一の女帝。           | 安原麗子     |
| 高宗     | 高梓淇              | 唐の第3代皇帝。                                    | 手塚ヒロミチ |
| 太宗     | 王新軍              | 唐の第2代皇帝。高宗の父。                          |              |
| 王皇后   | 藍燕                | 高宗の最初の皇后。                                 |              |
| 李顕     | 田宇鵬              | 唐の第4代、6代皇帝・中宗。太平公主の兄。           |              |
| 韋蓮児   | 蒋林静              | 中宗の皇后。                                       |              |
| 李重潤   | 程峰                | 中宗と韋皇后との間の息子。                         |              |
| 李裹児   | 余心恬              | 中宗と韋皇后との間の娘。                           |              |
| 李重俊   | 呉雨樺              | 中宗の息子。母親は崔貴妃。                         |              |
| 李重俊   | 李芳鳳              | 中宗の息子。唐の第7代皇帝・殤帝。母親は呉淑妃。    |              |
| 李旦     | 葉鵬                | 唐の第5代、8代皇帝・睿宗。中宗の弟で太平公主の兄。 | 中村和正     |
| 李隆基   | 張翰 少年期：方洋飛 | 唐の第9代皇帝・玄宗。睿宗の息子。                  |              |
| 薛紹     | 朱梓驍              | 太平公主の最初の夫。                               |              |
| 城陽公主 | 仇暁燕              | 薛紹の母親で太平公主の叔母。                       |              |

### 武家
| 役名   | 演   | 紹介                                       | 声優     |
| 武承嗣 | 馬飛 | 則天武后の甥。                             |          |
| 武三思 | 張弓 | 武承嗣の弟。                               | 中村和正 |
| 武攸曁 | 王昊 | 武承嗣や武三思の弟。太平公主の二番目の夫。 |          |

### 唐朝臣
| 役名     | 演                    | 紹介                                                               | 声優 |
| 上官婉児 | 塗黎曼 若年期：孫耀琦 | 則天武后の側近。                                                   |      |
| 長孫無忌 | 金有鳴                | 唐の大臣。高宗の伯父。                                             |      |
| 褚遂良   | 岳俊                  | 唐の大臣。高宗が武媚娘（後の則天武后）を後宮へ入れる事に反対する。 |      |
| 許敬宗   | 楊小板                | 唐の大臣。武媚娘を支持する。                                       |      |
| 裴炎     | 符毅明                | 唐の大臣。                                                         |      |
| 上官儀   | 廖崇襦                | 唐の大臣。上官婉児の祖父。                                         |      |
| 来俊臣   | 王軍                  | 大理寺丞。酷吏。薛紹を拷問死させる。                               |      |
| 狄仁傑   | 葉新宇                | 洛陽令。                                                           |      |
| 宋璟     | 百東風                | 唐の大臣。                                                         |      |
| 丘神勣   | 全保軍                | 唐の将軍。                                                         |      |
| 張柬之   | 馮大路                | 唐の大臣。                                                         |      |
| 敬暉     | 大文平                | 唐の大臣。                                                         |      |
| 崔玄暐   | 焦長順                | 唐の大臣。                                                         |      |
| 桓彦範   | 劉化峰                | 唐の大臣。                                                         |      |
| 袁恕己   | 李会文                | 唐の大臣。                                                         |      |

### その他
| 役名           | 演                    | 紹介                                               | 声優       |
| 昭娘           | 兪小凡                | 安公主の乳母。安公主を助ける。                     | 山崎美貴   |
| 高岐           | 過斉鳴                | 禁軍の将。安公主と昭娘を助ける。                   |            |
| 石蚤           | 陳昌昿 少年期：盧金聡 | 安公主の義兄。                                     | 中村和正   |
| 孫士中         | 呉有煕                | 安公主の師。                                       |            |
| 薛懐義         | 陳涛                  | 則天武后の愛人の僧。                               |            |
| 張易之         | 居輝                  | 則天武后の愛人の楽師。                             |            |
| 張昌宗         | 袁家宝                | 則天武后の愛人の楽師。張易之の弟。                 |            |
| アジュナスルン |                       | アジュナスムの兄。アジュナスムが即位する前の可汗。 | 長谷川俊介 |

## 各話タイトル
- 第1話 太宗の崩御
- 第2話 消えた公主
- 第3話 逃避行の始まり
- 第4話 追手を逃れて
- 第5話 運命の出会い
- 第6話 草原で芽生えた愛
- 第7話 悲しい出生の秘密
- 第8話 別れと復讐の炎
- 第9話 姉妹の出会い
- 第10話 洛陽へ
- 第11話 それぞれの思惑
- 第12話 父への誓い
- 第13話 反乱の代償
- 第14話 幼い恋の終わり
- 第15話 断ち切った愛
- 第16話 女帝誕生
- 第17話 強いられた花嫁
- 第18話 白馬寺の黒い秘密
- 第19話 紅顔の甘い舞
- 第20話 愛と憎しみの炎
- 第21話 呪い人形のわな
- 第22話 鳩が落とした疑惑
- 第23話 則天武后の懊悩
- 第24話 兄妹のきずな
- 第25話 思わぬ落とし穴
- 第26話 忘れえぬ想い
- 第27話 後宮に潜む宿敵
- 第28話 宮殿を覆う暗雲
- 第29話 母娘のぬくもり
- 第30話 皇宮動乱
- 第31話 愛と運命のはざまで
- 第32話 乱れた駆け引き
- 第33話 色と欲の生んだ疑惑
- 第34話 暴かれる真実
- 第35話 迫り来る落日
- 第36話 再会、永遠の別れ
- 第37話 揺れ始めた天下
- 第38話 皇太子の反乱
- 第39話 尽きせぬ欲望
- 第40話 身代わりの結婚
- 第41話 束の間の再会
- 第42話 隠された兄の死
- 第43話 思いがけない野望
- 第44話 愛するゆえの執念
- 第45話 それぞれの進む道

## DVD
- 日本版 『二人の王女』DVD-BOX計3組

発売元・販売元：エスピーオー、2013年4月10日リリース